# KNN 뉴스 (1410)
《KNN 뉴스 (1410)》는 KNN 러브FM에서 매일 오후 2시 10분에 방송되었던 KNN 러브FM의 낮 뉴스 프로그램이다.

## 역대 방송시간
| 방송 채널  | 방송 기간                        | 방송 시간                  |
| ---------- | -------------------------------- | -------------------------- |
| KNN 러브FM | 2016년 5월 1일 ~ 2017년 8월 31일 | 매일 낮 12:10 ~ 낮 12:20   |
| KNN 러브FM | 2017년 9월 1일 ~ 2022년 4월 3일  | 매일 오후 2:10 ~ 오후 2:20 |

## 앵커
- 이해리 아나운서

| KNN 러브FM               |                               |                          |
| 이전                     | KNN 뉴스 (1410)               | 다음                     |
| SBS 낮 종합뉴스          | KNN 뉴스 (1410)               | 강영운의 딱좋은 라디오   |
| 오후 2시 ~ 오후 2시 10분 | 오후 2시 10분 ~ 오후 2시 20분 | 오후 2시 20분 ~ 오후 4시 |
|                          |                               |                          |